# Championnat d'Océanie de football des moins de 16 ans
 (novembre 2023).
Si vous disposez d'ouvrages ou d'articles de référence ou si vous connaissez des sites web de qualité traitant du thème abordé ici, merci de compléter l'article en donnant les références utiles à sa vérifiabilité et en les liant à la section « Notes et références ».
Le Championnat d'Océanie de football des moins de 16 ans est un tournoi organisé par la Confédération du football d'Océanie, qui a lieu tous les deux ans, qui décide de la qualification d'une équipe pour la Coupe du monde des moins de 17 ans. Les équipes y concourant sont des équipes de l'Océanie, à l'exception de l'Australie, qui a quitté l'OFC en 2006. La compétition est jusque 2017 le Championnat d'Océanie de football des moins de 17 ans.

## Palmarès
Le palmarès est le suivant : 
| Année | Pays-hôte                     |                  | Finale           | Finale             | Finale             |       | Match pour la troisième place | Match pour la troisième place | Match pour la troisième place |
| Année | Pays-hôte                     | Vainqueur        | Score            | Finaliste (ou 2e)  | 3e                 | Score | 4e                            |                               |                               |
| ----- | ----------------------------- | ---------------- | ---------------- | ------------------ | ------------------ | ----- | ----------------------------- | ----------------------------- | ----------------------------- |
| 1983  | Nouvelle-Zélande              | Australie        |                  | Nouvelle-Zélande   | Taïwan             |       | Nouvelle-Calédonie            |                               |                               |
| 1986  | Taïwan                        | Australie        |                  | Nouvelle-Zélande   | Taïwan             |       | Papouasie-Nouvelle-Guinée     |                               |                               |
| 1989  | Australie                     | Australie        |                  | Nouvelle-Zélande   | Taïwan             |       | Fidji                         |                               |                               |
| 1991  | Nouvelle-Zélande              | Australie        |                  | Nouvelle-Zélande   | Fidji              |       |                               |                               |                               |
| 1993  | Nouvelle-Zélande              | Australie        | 3–0              | Îles Salomon       |                    |       |                               |                               |                               |
| 1995  | Vanuatu                       | Australie        | 1–0              | Nouvelle-Zélande   | Vanuatu            | 3–0   | Îles Salomon                  |                               |                               |
| 1997  | Nouvelle-Zélande              | Nouvelle-Zélande | 1–0              | Australie          | Îles Salomon       | 3–0   | Fidji                         |                               |                               |
| 1999  | Fidji                         | Australie        | 5–0              | Fidji              | Îles Salomon       |       | Nouvelle-Calédonie            |                               |                               |
| 2001  | Samoa & Îles Cook             | Australie        | 3–0 6–0          | Nouvelle-Zélande   |                    |       |                               |                               |                               |
| 2003  | Samoa américaines & Australie | Australie        | 3–1 4–0          | Nouvelle-Calédonie |                    |       |                               |                               |                               |
| 2005  | Nouvelle-Calédonie            | Australie        | 1–0              | Vanuatu            | Îles Salomon       | 3–1   | Nouvelle-Calédonie            |                               |                               |
| 2007  | Tahiti                        | Nouvelle-Zélande |                  | Tahiti             | Fidji              |       | Nouvelle-Calédonie            |                               |                               |
| 2009  | Nouvelle-Zélande              | Nouvelle-Zélande |                  | Tahiti             | Nouvelle-Calédonie |       | Vanuatu                       |                               |                               |
| 2011  | Nouvelle-Zélande              | Nouvelle-Zélande | 2–0              | Tahiti             | Îles Salomon       | 2–0   | Vanuatu                       |                               |                               |
| 2013  | Vanuatu                       | Nouvelle-Zélande |                  | Nouvelle-Calédonie | Vanuatu            |       | Fidji                         |                               |                               |
| 2015  | Nouvelle-Zélande              | Nouvelle-Zélande | 1-1 5-4 tab      | Tahiti             | Vanuatu            | 6–0   | Nouvelle-Calédonie            |                               |                               |
| 2017  | Tahiti                        |                  | Nouvelle-Zélande | 7-0                | Nouvelle-Calédonie |       |                               |                               |                               |
| 2018  | Honiara                       |                  | Nouvelle-Zélande | 0-0 5-4 tab        | Îles Salomon       |       | Tahiti                        | 2–1                           | Fidji                         |
| 2023  | Fidji                         |                  | Nouvelle-Zélande | 1–0                | Nouvelle-Calédonie |       | Tahiti                        | 3–0                           | Fidji                         |